# Sedum guadalajaranum
Sedum guadalajaranum är en fetbladsväxtart som beskrevs av S. Wats.. Sedum guadalajaranum ingår i Fetknoppssläktet som ingår i familjen fetbladsväxter. Inga underarter finns listade i Catalogue of Life.